# Siganus doliatus

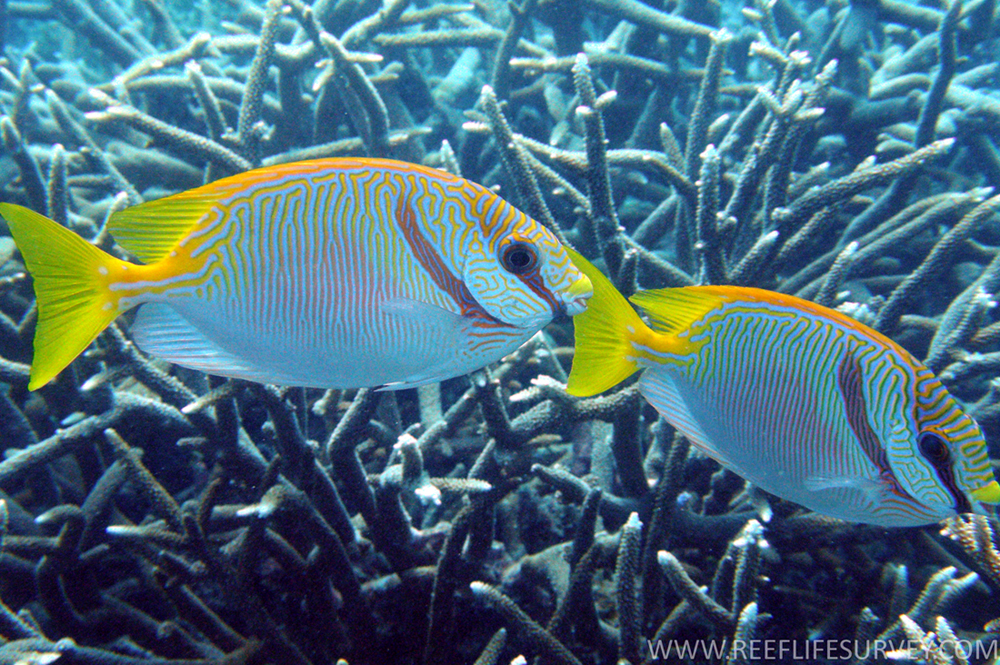
Pareja de S. doliatus entre Acropora cervicornis, Australia

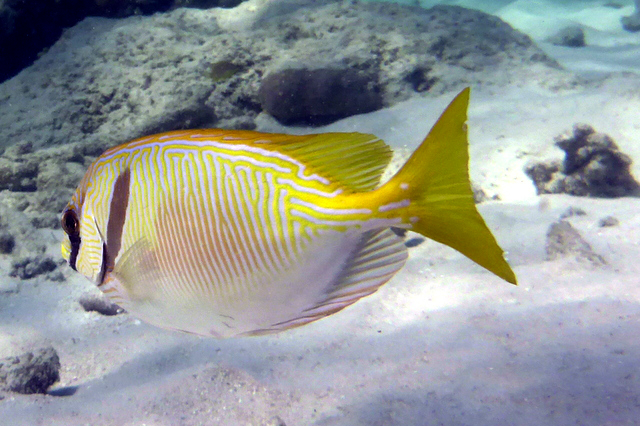
S. doliatus en la Gran Barrera de Arrecifes australiana

Siganus doliatus es una especie de peces marinos de la familia Siganidae, orden Perciformes, suborden Acanthuroidei. 
Su nombre más común en inglés es Barred rabbitfish, o pez conejo rayado.

## Morfología
El cuerpo de los Siganidos es medianamente alto, muy comprimido lateralmente. Visto de perfil recuerda una elipse. La boca es terminal, muy pequeña, con mandíbulas no protráctiles. 
La coloración base de la cabeza, la mitad superior del cuerpo y las aletas, es azul pálido, salvo la dorsal y la caudal, que son amarillas. La mitad inferior del cuerpo y el vientre son blancuzcos-plateados. La cabeza tiene una franja diagonal, de color marrón, que la recorre desde el ojo, hasta la barbilla. Otra franja marrón diagonal se extiende desde la altura de la 4ª o 5ª espina dorsal, hasta debajo de las aletas pectorales. Tanto la cabeza como el cuerpo están decorados con finas rayas amarillas, irregulares en cabeza, y, paralelas y verticales en el cuerpo.  
Cuentan con 13 espinas y 10 radios blandos dorsales, precedidos por una espina corta saliente, a veces ligeramente sobresaliente, y otras totalmente oculta. La aleta anal cuenta con 7 fuertes espinas y 9 radios blandos. Las aletas pélvicas tienen 2 espinas, con 3 radios blandos entre ellas, característica única y distintiva de esta familia. Las espinas de las aletas tienen dos huecos laterales que contienen glándulas venenosas.
El tamaño máximo de longitud es de 25 cm, aunque el tamaño medio de adulto es de 20 cm.

## Reproducción
Alcanzan la madurez con dos años y unos 7 cm de longitud. Son ovíparos y de fertilización externa. Los huevos son adhesivos. El desove se produce al oscurecer, en los meses calurosos, coincidiendo con el ciclo lunar, en el primer cuarto de luna.
Poseen un estado larval planctónico, y desarrollan un estado postlarval, característico del suborden Acanthuroidei, llamado acronurus, en el que los individuos son transparentes, y se mantienen en estado pelágico durante un periodo extendido antes de establecerse en el hábitat definitivo, y adoptar entonces la forma y color de adultos.
S. doliatus está estrechamente relacionado con su pariente S. virgatus, con quien se hibrida, aparentemente, en la región Indo-Malaya.

## Alimentación
Son principalmente herbívoros. Progresan de alimentarse de fitoplancton y zooplancton, como larvas, a alimentarse de macroalgas, algas herbáceas y pastos marinos. En ocasiones, suelen comer en "escuelas" las algas que crecen en territorios de damiselas herbívoras. Los juveniles, con frecuencia, suelen formar escuelas junto a juveniles de la familia Scaridae para alimentarse en zonas inundadas por la marea, de adultos, suelen alimentarse de pastos marinos en aguas profundas de lagunas, y simas de arrecifes exteriores.

## Hábitat y comportamiento
Habitan en aguas tropicales, asociados a arrecifes de coral, en lagunas y arrecifes exteriores. 
Son diurnos, y por la noche duermen en grietas, desarrollando una coloración específica de camuflaje, en tonos pardos, y apagando sus vivos colores, en un ejercicio de cripsis, que también desarrollan cuando están estresados.
Su rango de profundidad es entre 1 y 20 metros, aunque se reportan localizaciones entre 0,55 y 41 metros, y en un rango de temperatura entre 26.34 y 29.20 °C.
Es depredado por serránidos como el Plectropomus leopardus.

## Distribución geográfica
Estos peces se encuentran en el océano Pacífico oeste y el sudeste del Índico. En la práctica totalidad del área Indo-Malaya, excepto en el este de Indonesia, al norte desde Palaos, y hasta islas del Pacífico central, como Tonga.
Está presente en Australia, Camboya, Fiyi, Indonesia, Micronesia, Nueva Caledonia, Palaos, Papúa Nueva Guinea, islas Salomón, Tonga, Vanuatu y Vietnam. Siendo cuestionable su presencia en Filipinas y Tailandia.

## Galería

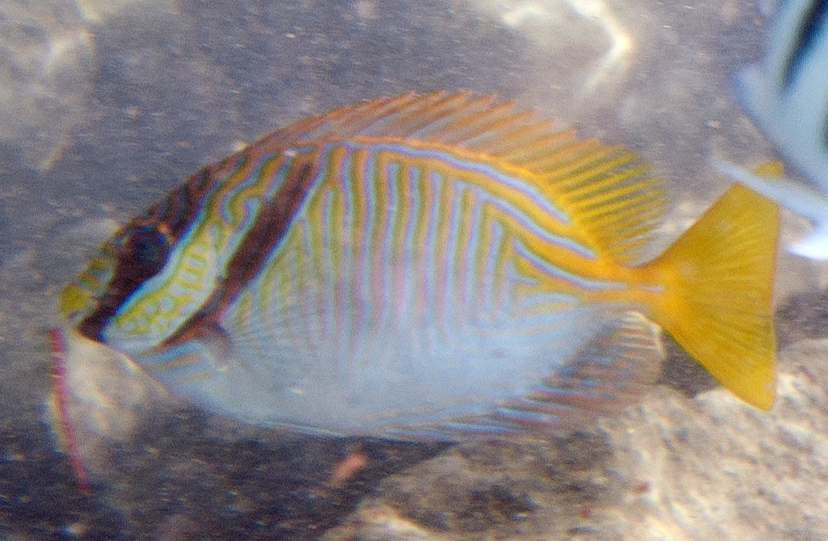
S.doliatus subadulto
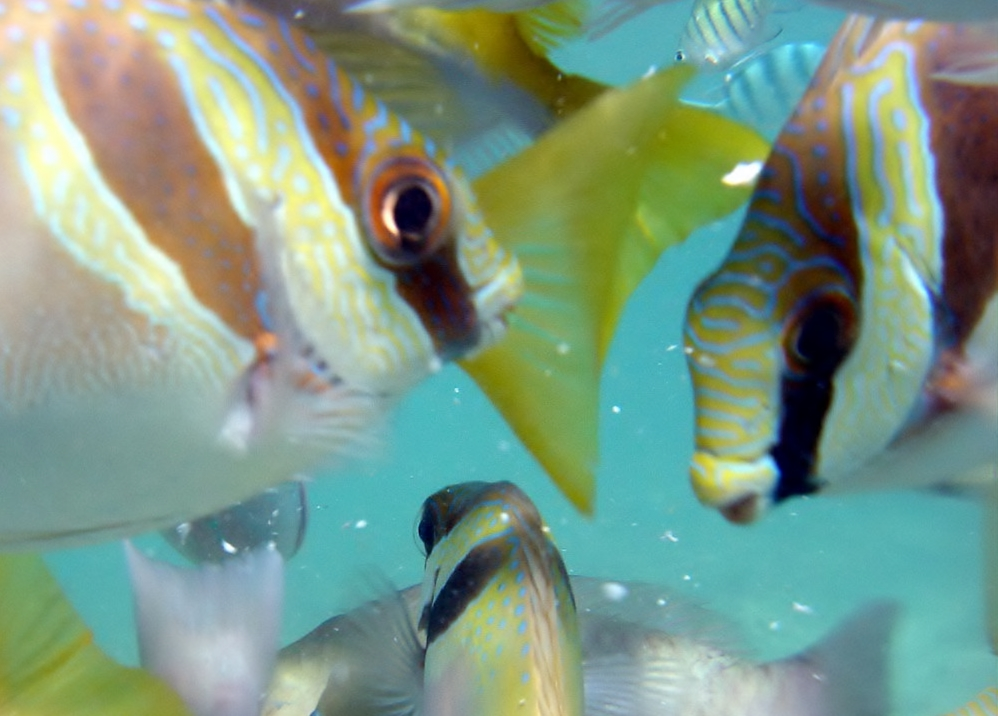
Grupo de S. doliatus comiendo, Koh Phangan, Tailandia
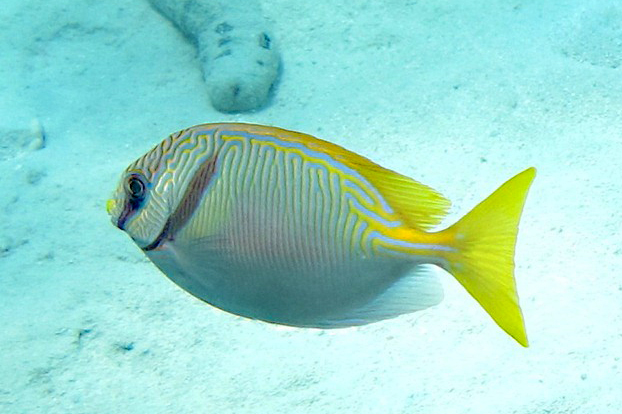
S. doliatus en isla Lizard, Australia
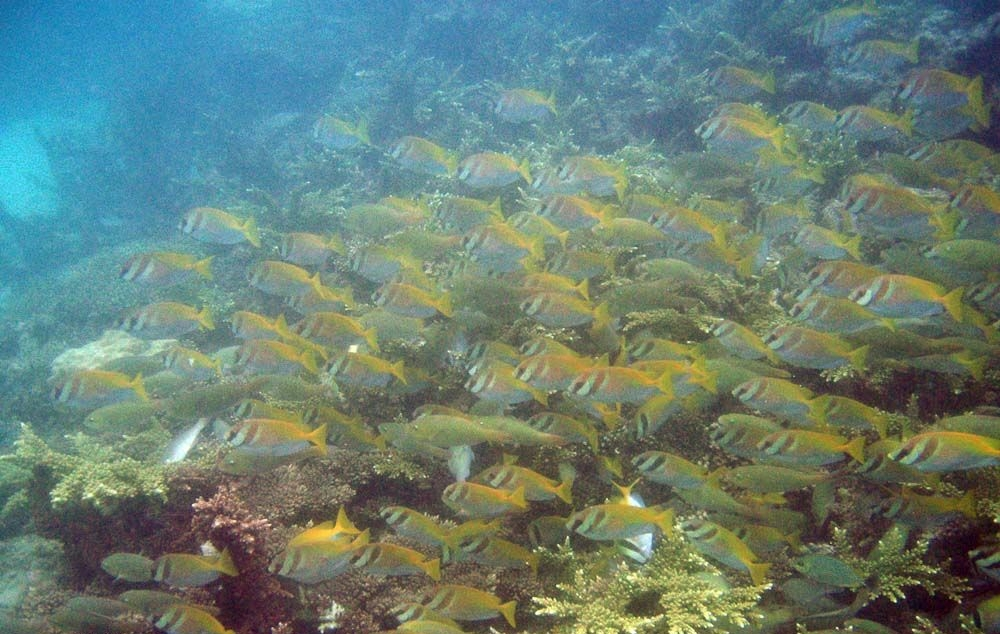
Cardumen de S. doliatus en Koh Phangan, Tailandia
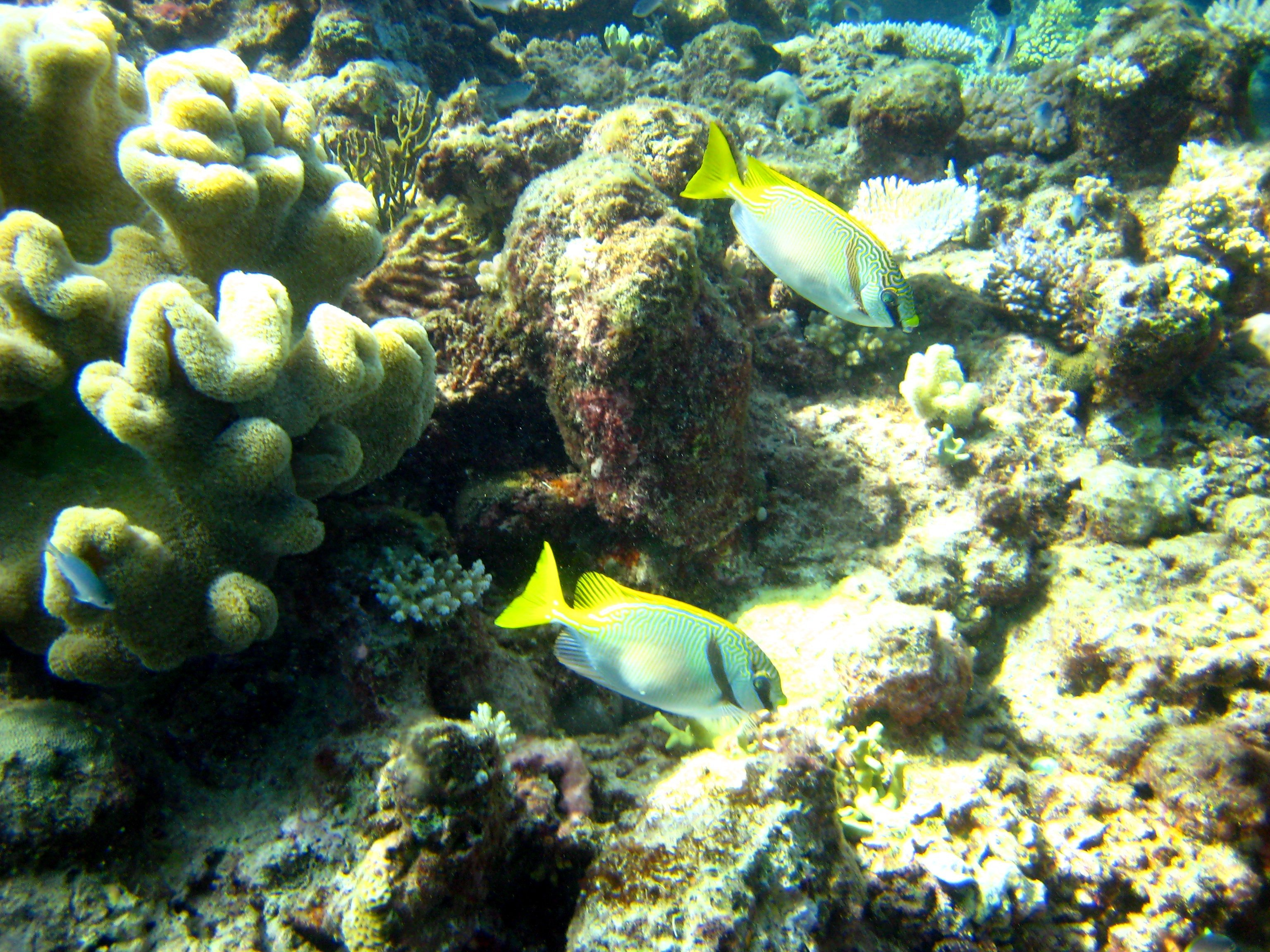
Pareja de S. doliatus en la Gran Barrera de Arrecifes australiana, a la izquierda enormes colonias de Sarcophyton
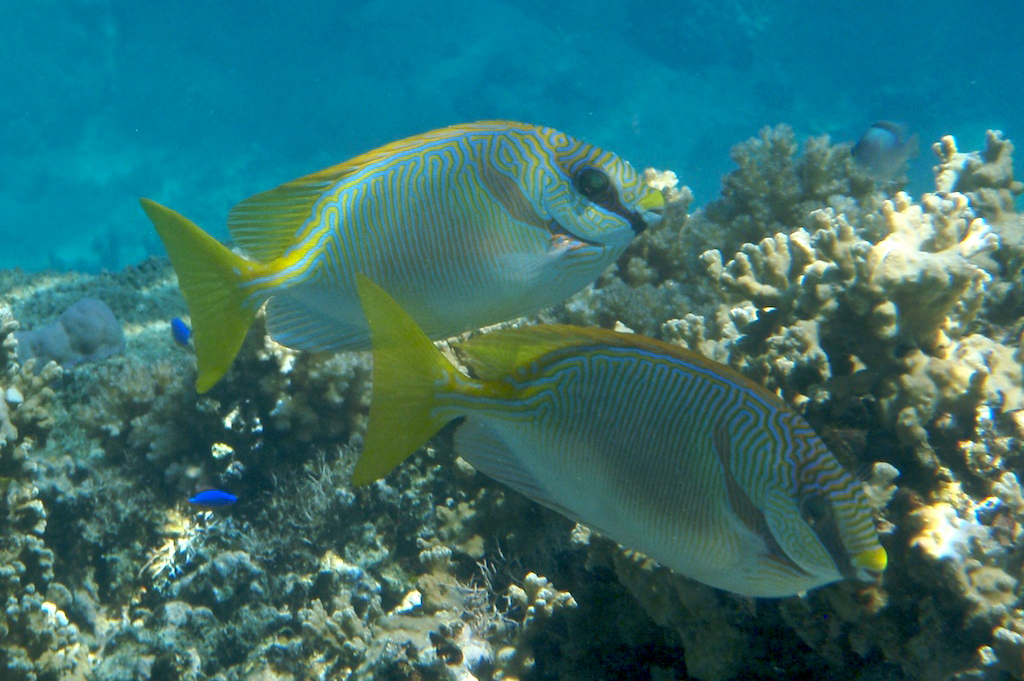
S. doliatus en Fiyi
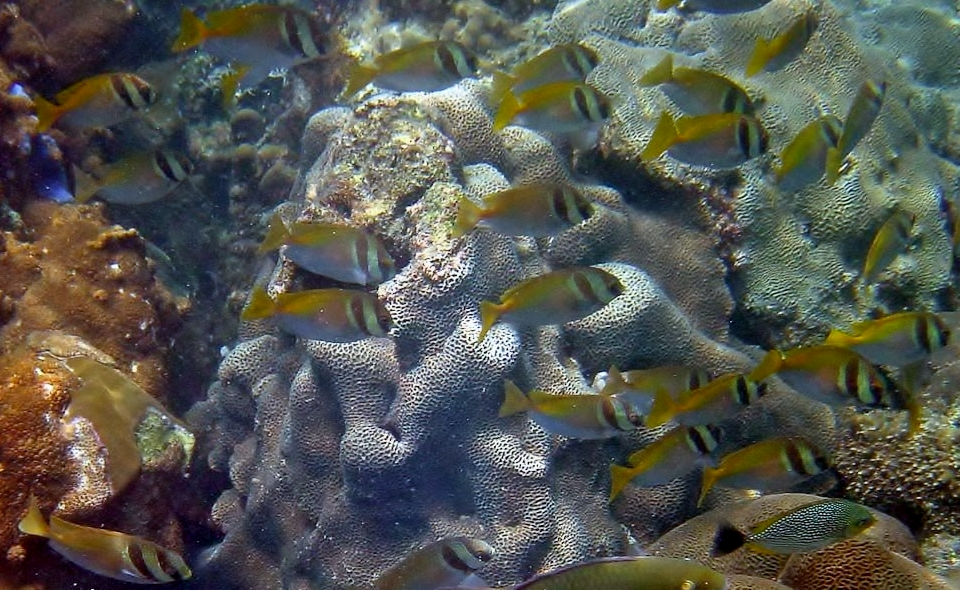
Cardumen de S. doliatus en Koh Phangan, Tailandia
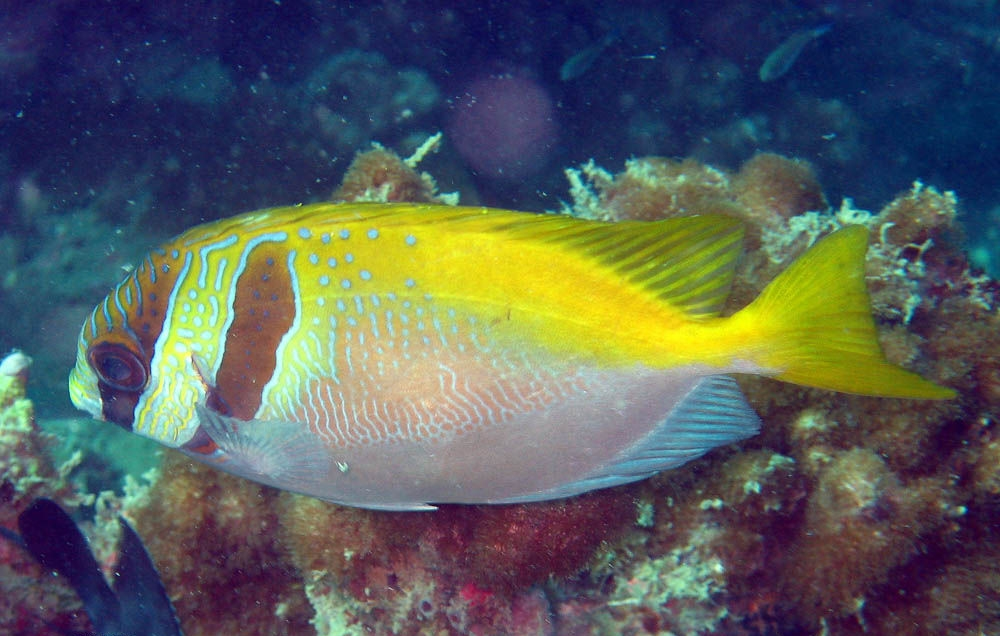
S. doliatus en Koh Phangan